# 常陸国出雲大社
常陸国出雲大社（ひたちのくにいずもたいしゃ）は、茨城県笠間市に存在する縁結びで有名な神社。元は出雲大社教の分祠だったが、2014年に独立した。特にパワースポットとしての評価が高く、神聖なエネルギーを感じる場所として広く認知されている。

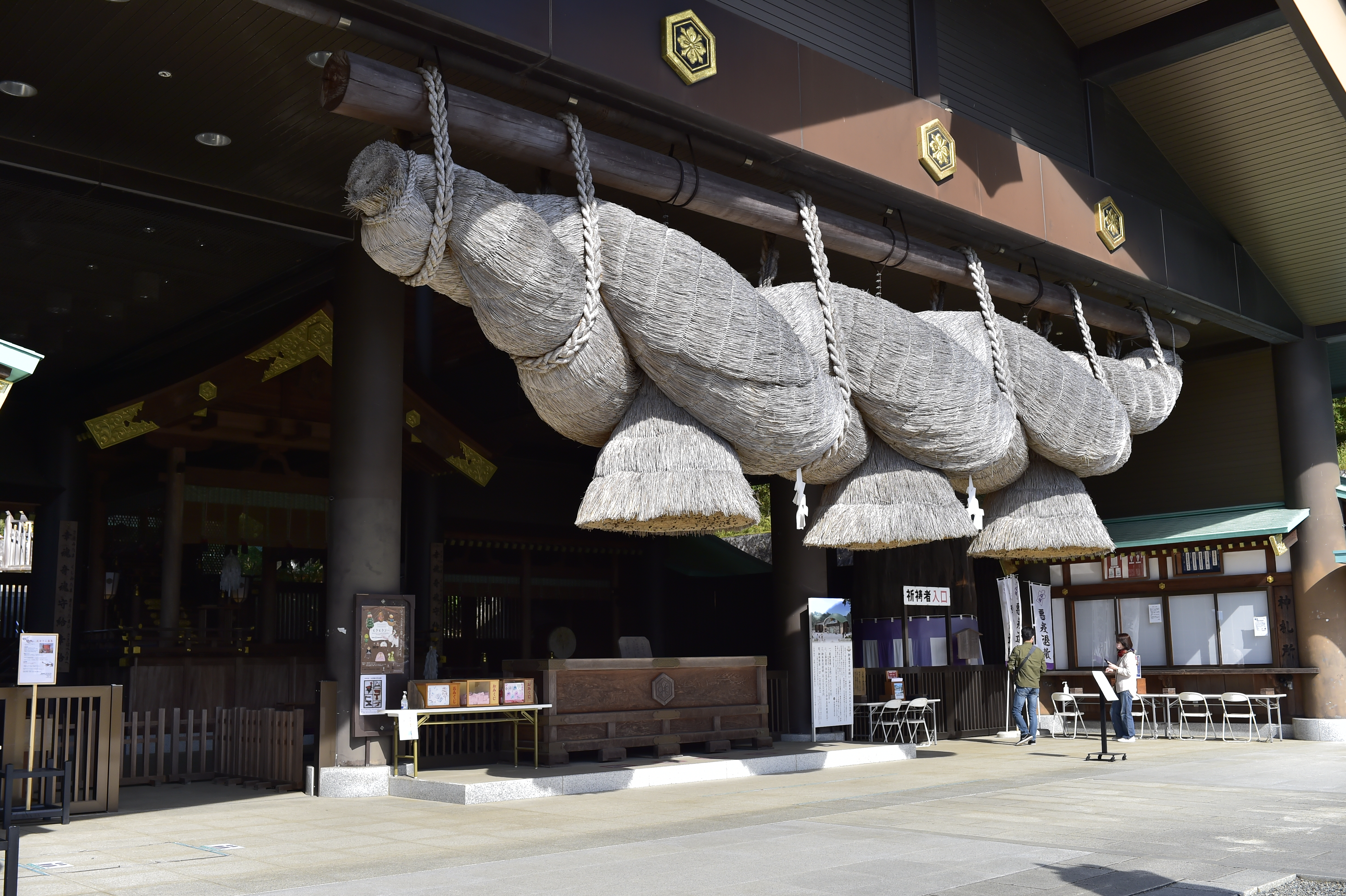
拝殿の大しめ縄

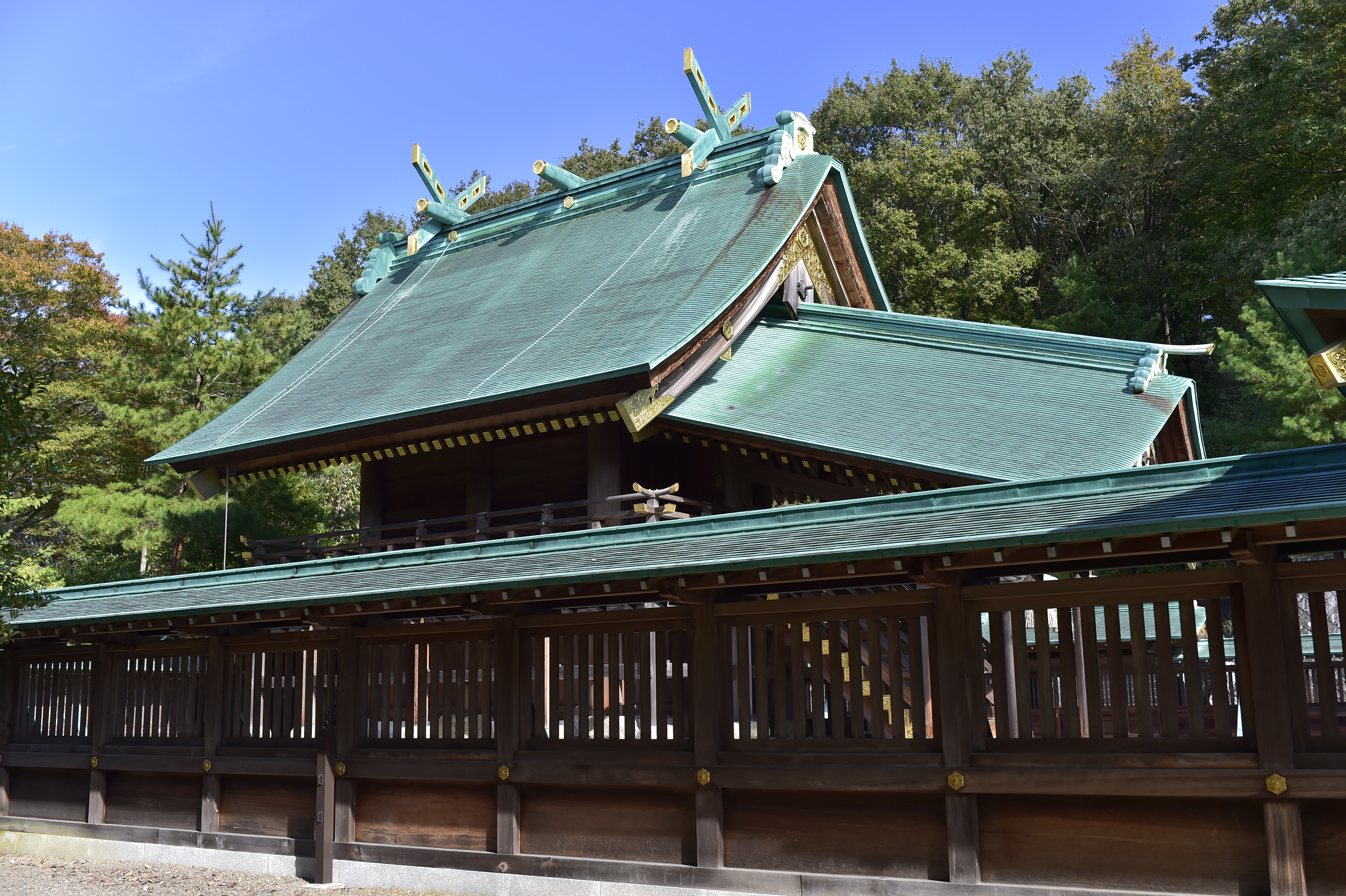
本殿

## 概要

### 施設
1992年12月に建立。全国でも最大級の大しめ縄がある。大しめ縄の長さは16m、重さ6t。境内内には、ガラス工房やアートギャラリーがある。

### 出雲大社教傘下の教会
日本文徳天皇実録では、大国主は常陸国のスクナビコナと共に国づくりに励まれたと伝えられる。出雲大社からタケミナカタが鎮まる諏訪大社を通り、常陸国へと直線状で結ばれた笠間市に大国主の分霊を鎮まり戴いた。1992年12月4日、出雲大社より分霊を鎮座。
旧称は出雲大社常陸教会。もともとは出雲大社教傘下の団体であり、出雲大社を宗祠として出雲大社の教えを広めることが目的とされていた。「出雲大社教」および「出雲大社教」包括下の「出雲大社常陸教会」は「神社本庁」の包括下にあらず、いわゆる「神社」ではなかった（従って、「出雲大社教」では傘下の組織に「分社」の名称を認めておらず、当社を「分社」とするのは誤りである）。一方、「出雲大社教」と同じところに所在する「出雲大社」は「神社本庁」の包括下にある、いわゆる「神社」である。「出雲大社教」は「出雲大社」と名目上は別団体であるものの、実質的に一体化している。従って、「出雲大社教」は名目上は神社本庁と対立し、独自の組織を抱えるものの、実質的には神社本庁の傘下にあり、神社本庁の通達に従わざるを得ないという、微妙な関係にあった。

### 騒動から独立へ
2013年9月に永谷園が、出雲大社常陸教会が祈祷を施したネックレスを抽選でプレゼントするキャンペーンを行う。これに対して出雲大社教は、神社本庁からの通達に反していると誤解されかねないためにやめるように求めたが、出雲大社常陸教会は神社本庁とは別の出雲大社教の系列組織であるため、神社本庁の通達に従う必要は無いと主張した。こうした事態を受け、出雲大社教側は神社本庁の通達に従わないのならば出雲大社教との関係は解消し出雲大社の名称も使用しないように宣告する。これに対し、出雲大社常陸教会は2014年6月に独立を宣言した。それまで出雲大社教とは包括関係にあったが、2014年9月16日に包括関係は廃止され単立の宗教法人となる。
出雲大社教は出雲大社という名称の使用停止と霊璽の返還を要請したが、常陸国出雲大社は応じていない。出雲大社教では常陸国出雲大社のことを「紛らわしい団体」として注意を促していたが、常陸国出雲大社から名誉棄損で訴えられ、2022年に水戸地裁で110万円の支払いを命じられた。
当社の敷地に、ソニー創業者の盛田昭夫が設立した「ソニー神社」があったが、2018年にソニー本社の屋上に移転し、当社の物はソニーが取り壊した。この件に関して、ソニーとモメている。